# Slammiversary IX
Slammiversary IX  fue la séptima edición de Slammiversary, un evento pago por visión de lucha libre profesional producido por la empresa Total Nonstop Action Wrestling (TNA), el cual celebra el noveno aniversario de la compañía. Tuvo lugar el 12 de junio de 2011 desde el Impact! Zone en Orlando, Florida. Siguiente PPV Destination X

## Resultados
- James Storm & Alex Shelley derrotaron a The British Invasion (Douglas Williams & Magnus) reteniendo el Campeonato Mundial en Parejas de la TNA
  - Shelley cubrió a Magnus después de un "Slice Bread #2".
  - Originalmente, Bobby Roode iba a defender el campeonato, pero fue sustituido por Shelley por una lesión (Kayfabe).
- Matt Morgan derrotó a Scott Steiner
  - Morgan cubrió a Steiner después de un "Carbon Footprint".
- Abyss derrotó a Kazarian y Brian Kendrick reteniendo el Campeonato de la División X de la TNA
  - Abyss cubrió a Kazarian después de un "Running Enzuigiri" de Brian Kendrick
- Crimson derrotó a Samoa Joe
  - Crimson cubrió a Joe después de un "Red Sky".
  - Después de la lucha, Joe le dio la mano a Crimson en señal de respeto cambiando a Face.
- Mickie James derrotó a Angelina Love (con Winter) reteniendo el Campeonato Femenino de la TNA
  - Mickie cubrió a Love después de un "Mickie-DT"
  - Después de la lucha, Love y Winter atacaron a James
- Bully Ray derrotó a A.J. Styles en un Last Man Standing match
  - Styles no pudo levantarse antes del conteo de 10 después de empujarlo con una pared de madera.
- Mr. Anderson derrotó a Sting ganando el Campeonato Mundial Peso Pesado de la TNA
  - Anderson cubrió a Sting después de un "low blow" y un "Mic Check"
  - Durante la lucha, Eric Bischoff intervino en contra de Sting
  - Tras la lucha Sting le aplicó un "Scorpion death drop" a Anderson
- Kurt Angle derrotó a Jeff Jarrett ganando una oportunidad por el Campeonato Mundial Peso Pesado de la TNA
  - Angle forzó a Jarrett a rendirse con el "Angle Lock"
  - La medalla de oro de Angle también estaba en juego.